# Ludwig II. (Blois)
Ludwig II. (Louis II. de Châtillon, * um 1340; † 1372), Graf von Blois etc. aus dem Haus Châtillon, war ein französischer Adliger in der Zeit des Hundertjährigen Kriegs.
Er war Graf von Blois, Dunois, Herr von Avesnes, Landrecies, Trélon. Nouvion und Chimay.

## Leben
Ludwig II. wurde um 1340 geboren als ältester Sohn von Ludwig I. von Châtillon, Graf von Blois und Dunois, und Jeanne de Hainaut (Jeanne d’Avesnes, Jeanne de Beaumont, † Dezember 1350), Gräfin von Soissons, Herrin von Beaumont und Chimay, der einzigen Tochter von Jean de Hainaut († 1356), Herr von Beaumont, Valenciennes und Condé (Haus Avesnes), und Marguerite de Nesle, Gräfin von Soissons. Seine Brüder waren Johann († 1381) und Guido von Châtillon († 1397), die späteren Grafen von Blois und Dunois. Sein Onkel war Karl von Blois († 1364), der 1345 aufgrund seiner Ehe Herzog von Bretagne wurde.
Ludwig I., Graf von Blois und Dunois fiel am 26. August 1346 in der Schlacht bei Crécy. Da Ludwig und seine Brüder beim Tod ihres Vaters minderjährig waren, kamen sie unter der Vormundschaft ihrer Mutter, die vor dem 13. Februar 1348 in zweiter Ehe Wilhelm I. der Reiche, Graf von Namur, heiratete, der dadurch ebenfalls Vormund wurde. Als Jeanne de Beaumont im Dezember 1350 gestorben (und Wilhelms Vormundschaft damit erloschen) war, entbrannte ein Streit zwischen Ludwigs Onkel Karl von Blois, dem Herzog von Bretagne, und seinem Großvater Jean de Beaumont um die Vormundschaft, der durch eine Vereinbarung vom 1. September 1351 beigelegt wurde.
1356 folgten Ludwig und seine Brüder ihrem Großvater Jean de Hainaut in dessen Besitzungen Beaumont, Gouda, Schoonhoven, Thole etc., die im Hennegau, Holland, Seeland und Friesland lagen; Jean de Beaumont starb am 11. März 1356 und hinterließ als einzige Erben Ludwig und seine Brüder als Söhne seiner Tochter Jeanne; Ludwig fügte nun seinen Titeln den des Grafen von Soissons hinzu, den er bis zu seinem Tod trug, obwohl diese Grafschaft nach der Teilung mit seinen Brüdern im Juni des Jahres 1361 Guy de Châtillon gehörte.
In Dokumenten vom 19. November 1364, heißt es, dass Ludwig, Graf von Blois und Soissons, bei der Verteidigung von Blois, Touraine und Vendômois durch Banden, die mehrere Festungen in diesem Gebiet besetzt hatten, von wo aus sie ständig die Nachbarländer verwüsteten, stark eingespannt war; danach trat er nicht mehr in Erscheinung.
Ludwig II. starb 1372 unverheiratet und ohne legitime Nachkommen. Blois und Dunois gingen an seinen Bruder Johann II.
Er hatte allerdings einen unehelichen Sohn, genannt Bâtard de Blois (fl. 1361), der in Nouvion belehnt war und am 29. September 1364 in der Schlacht von Auray fiel; der Name dieses Sohnes und der seiner Mutter sind nicht bekannt.
Ludwig II. von Blois wurde in der Stiftskirche Saint-Sauveur in Blois bestattet.